# 204-та мотострілецька дивізія (СРСР)
204-та мотострілецька дивізія (204 МСД, в/ч 05780) — колишня мотострілецька дивізія Радянської армії, яка існувала від 1981 до 1989 року. Створена в 1981 році у місті Умань, Черкаська область. Дивізія відносилась до мобілізаційних, тому була укомплектована особовим складом і технікою на 0% від штатної чисельності, тобто не мала особового складу, окрім визначених офіцерів, які служили у перманентному з'єднанні (41-ша гвардійська танкова дивізія).
1 грудня 1987 року дивізія була перетворена на 851-й територіальний навчальний центр.
1 липня 1989 року центр було перетворено на 5193-тю базу зберігання озброєння та техніки.

## Історія
Створена у 1981 році в місті Умань, Черкаська область.
1 грудня 1987 перетворено на 851-й територіальний навчальний центр.
1 липня 1989 перетворено на 5193-тю базу зберігання озброєння та техніки.
В січні 1992 року перейшла під юрисдикцію України.

## Структура
Протягом історії з'єднання мало структуру:

### 1988
- 000 мотострілецький полк (Умань, Черкаська область)
- 000 мотострілецький полк (Умань, Черкаська область)
- 000 мотострілецький полк (Умань, Черкаська область)
- 000 танковий полк (Умань, Черкаська область)
- 000 артилерійський полк (Умань, Черкаська область)
- 0000 зенітний ракетний полк (Умань, Черкаська область)
- 000 окремий ракетний дивізіон (Умань, Черкаська область)
- 0000 окремий протитанковий артилерійський дивізіон (Умань, Черкаська область)
- 000 окремий розвідувальний батальйон (Умань, Черкаська область)
- 000 окремий інженерно-саперний батальйон (Умань, Черкаська область)
- 1314 окремий батальйон зв'язку (Умань, Черкаська область)
- 000 окрема рота хімічного захисту (Умань, Черкаська область)
- 000 окремий ремонтно-відновлювальний батальйон (Умань, Черкаська область)
- 000 окремий медичний батальйон (Умань, Черкаська область)
- 0000 окремий батальйон матеріального забезпечення (Умань, Черкаська область)

## Оснащення
Оснащення на 19.11.90 (за умовами УЗЗСЄ):
- 210 Т-54, 11 БМП-1, 11 БРМ-1К, 12 9П138 «Град», 27 Р-145БМ, 1 Р-156БТР, 2 УР-67, 6 МТ-55А та 22 МТ-ЛБТ